# Corona cecoslovacca
La Corona cecoslovacca (rispettivamente in ceco e slovacco: koruna československá e koruna česko-slovenská) è stata la moneta della Cecoslovacchia dal 10 aprile 1919 (quando ha rimpiazzato la corona austro-ungarica, valuta ufficiale dell'Austria-Ungheria, di cui la Cecoslovacchia faceva parte), fino al 1939, e dal 1º novembre 1945 fino al 7 febbraio 1993. Per un breve periodo nel 1939 e nel 1993 è stata la valuta della Repubblica Ceca e della Slovacchia separate.
L'8 febbraio del 1993 è stata sostituita dalla Corona ceca e dalla Corona slovacca.
Il codice ISO 4217 per la Corona cecoslovacca era CSK. 1 Corona era divisa in 100 heller.

## Storia
L'11 settembre 1892 fu introdotta in Austria-Ungheria una valuta chiamata krone in lingua tedesca, come prima moneta moderna basata sull'oro. Dopo la creazione della Cecoslovacchia indipendente nel 1918, ci voleva un sistema per stabilire una nuova moneta, che si sarebbe dovuta distinguere dalle altre monete, soggette a iperinflazione create negli stati nati dalla dissoluzione dell'Impero austro-ungarico. L'anno seguente, il 10 aprile 1919, ebbe luogo una riforma della valuta, che definì la nuova koruna eguale in valore alla vecchia corona austro-ungarica. Le prime banconote entrarono in circolazione lo stesso anno, mentre le monete solo tre anni dopo, nel 1922.
La corona circolò fino al 1939, quando furono introdotte monete separate per Boemia-Moravia e Slovacchia, al pari della corona cecoslovacca. Erano la corona di Boemia e Moravia e la corona slovacca. La corona cecoslovacca fu ristabilita nel 1945, sostituendo le precedenti valute.
La corona passò attraverso una serie di ulteriori riforme. Una tra quelle particolarmente drastiche avvenne nel 1953. Al tempo della repubblica socialista cecoslovacca, il Partito Comunista dovette affrontare il problema del doppio mercato all'interno del Paese: un mercato fisso, che assicurava la presenza del cibo di base e un mercato libero, in cui le merci erano anche otto volte più care, ma sicuramente di migliore qualità. Il Partito decise di dichiarare una riforma della valuta valida dal 1º giugno 1952, e di distribuire nuove banconote stampate nell'Unione Sovietica. La riforma era stata preparata molto velocemente, e fu tenuta nascosta fino all'ultimo, anche se alcune informazioni trapelarono seminando il panico nella popolazione. La sera prima dell'emissione delle nuove banconote il presidente della Cecoslovacchia Antonín Zápotocký tenne un discorso alla radio, in cui negò ogni possibilità di riforma e calmò la popolazione, anche se sapeva di mentire alla nazione. Il giorno successivo la gente fu autorizzata a cambiare moneta fino a 300 nuove corone al cambio di 5 vecchie corone ogni 1 nuova, e il resto al cambio di 50:1. Tutte le azioni, le obbligazioni e altre forme di investimento vennero annullate. La condizione economica di molte persone peggiorò e scoppiarono molte manifestazioni popolari, la maggiore delle quali ebbe luogo a Plzeň, dove 472 persone furono arrestate.
Nel 1993, in accordo con la dissoluzione della federazione cecoslovacca, la corona cecoslovacca si divise in due monete indipendenti, la corona slovacca e la corona ceca. La prima valuta è stata sostituita dall'euro il 1º gennaio 2009, mentre la seconda verrà sostituita non appena la Repubblica Ceca raggiungerà i criteri economici validi per tutta l'Unione europea.

## Banconote
| Serie del 1958                                                                                             | Serie del 1958 | Serie del 1958 | Serie del 1958 | Serie del 1958 | Serie del 1958  | Serie del 1958                                         | Serie del 1958                                  | Serie del 1958 |
| Figura | Figura         | Valore         | Dimensioni     | Colore         | Lingua          | Fronte                                                 | Retro                                           | Emissione      |
| --- | -------------- | -------------- | -------------- | -------------- | --------------- | ------------------------------------------------------ | ----------------------------------------------- | -------------- |
| |                | 3 Kčs          | 113 × 55 mm    | Blu            | Slovacco e ceco | Indicazione del valore                                 | Stemma                                          | 1961           |
| |                | 5 Kčs          | 123 × 59 mm    | Verde          | Ceco e slovacco | Indicazione del valore                                 | Stemma                                          | 1961           |
| |                | 10 Kčs         | 134 × 65 mm    | Marrone        | Slovacco        | Ragazze con fiori                                      | Vista del lago dell'Orava                       | 1960           |
| |                | 25 Kčs         | 140 × 69 mm    | Blu            | Ceco e slovacco | Jan Žižka                                              | Piazza Jan Žižka a Tábor                        | 1958           |
| |                | 25 Kčs         | 140 × 69 mm    | Blu            | Ceco e slovacco | Jan Žižka                                              | Piazza Jan Žižka a Tábor                        | 1961           |
| |                | 50 Kčs         | 150 × 75 mm    | Rosso          | Slovacco        | Un soldato sovietico e un partigiano                   | Raffineria di Bratislava                        | 1964           |
| |                | 100 Kčs        | 165 × 81 mm    | Verde          | Ceco            | Coppia di contadini                                    | Vista di Praga con il Castello e il Ponte Carlo | 1961           |
| Serie del 1970                                                                                             |                |                |                |                |                 |                                                        |                                                 |                |
| |                | 20 Kčs         | 134 × 59 mm    | Blu            | Ceco            | Jan Žižka                                              | Imitazione di un codice miniato                 | 1970           |
| |                | 500 Kčs        | 153 × 67 mm    | Marrone        | Slovacco        | Partigiani dell'Insurrezione nazionale slovacca (1944) | Castello di Devín                               | 1973           |
| Serie del 1985                                                                                             |                |                |                |                |                 |                                                        |                                                 |                |
| |                | 10 Kčs         | 133 × 67 mm    | Marrone        | Slovacco        | Pavol Országh Hviezdoslav                              | Orava                                           | 1986           |
| |                | 20 Kčs         | 138 × 67 mm    | Blu            | Ceco            | Comenius                                               | Illustrazione di cultura ed istruzione          | 1988           |
| |                | 50 Kčs         | 143 × 67 mm    | Rosso          | Slovacco        | Ľudovít Štúr                                           | Vista di Bratislava con il Castello             | 1987           |
| |                | 100 Kčs        | 148 × 67 mm    | Verde          | Ceco            | Klement Gottwald                                       | Vista di Praga con il Castello e il Ponte Carlo | 1989           |
| |                | 1000 Kčs       | 158 × 67 mm    | Blu            | Ceco            | Bedřich Smetana                                        | Vista della Moldava a Vyšehrad                  | 1985           |
| Queste immagini devono essere scalate a 0,7 pixel per millimetro, uno standard per le banconote del mondo. |                |                |                |                |                 |                                                        |                                                 |                |